# Clotilde Goubely
 (février 2024).
Clotilde Goubely, née à Luçon, est une illustratrice et enseignante française. Elle vit et travaille à Bruxelles.

## Biographie
Clotilde Goubely est diplômée en arts plastiques de l'Institut Saint-Luc de Bruxelles. Elle est également professeure de dessin au sein de ce même établissement.
Clotilde Goubely se spécialise dans la littérature d'enfance et de jeunesse. En 2006, elle lance un blog graphique. Sa technique évolue progressivement vers le numérique. Elle réalise des œuvres hybrides mêlant la photographie et le dessin.

## Publications
- Une histoire toute bête, Éléonore Thuillier, Clotilde Goubely, Éditions Frimousse, 32p, 2011,  (ISBN 9782352411000)
- Un drôle de visiteur, Éléonore Thuillier, Clotilde Goubely, Éditions Frimousse, 32p, 2015,  (ISBN 9782352412526)
- Le grand méchant lapin, Ingrid Chabbert, Clotilde Goubely, Éditions Frimousse, 32p, 2017,  (ISBN 9782352413448)
- C'est du propre !, Clotilde Goubely, Pog, Marmaille et compagnie, 32p, 2018,  (ISBN 9782367731001)
- Les papas poules, Clotilde Goubely, Pog, Marmaille et compagnie, 48p, 2021,  (ISBN 9782367731186)
- Pas si peur..., Clotilde Goubely, Marmaille et compagnie, 34p, 2021,  (ISBN 9782367731209)
- Qui veut être mon ami ?, Clotilde Goubely, Marmaille et compagnie, 32p, 2022,  (ISBN 9782367731315)
- Qui a volé les œufs de Mimosa ?, Clotilde Goubely, 40p, 2022,  (ISBN 9782367731254)
- L'école buissonnière, Clotilde Goubely, Marmaille et compagnie, 43p, 2023,  (ISBN 9782367731452)
- À tes souhaits !, Clotilde Goubely, Marmaille et compagnie, 32p, 2023,  (ISBN 9782367731391)
- 2024 Dinodyssée, Clotilde Goubely, Gaët's, 48p,  Editions Le Lombard  (ISBN 9782808212496)

## Prix et distinctions
- 2015 : Prix Landerneau de l'album jeunesse pour Un drôle de visiteur [2]
- 2016 : Prix Paille en Queue de l'album jeunesse Catégorie CP / CE1 / CE2 pour Un drôle de visiteur[3]